# Vízumlottó
A vízumlottó vagy más néven zöldkártya lottó, hivatalosan Diversity Vízumlottó Program, az Egyesült Államok sorsoláson alapuló programja, aminek a keretében évente 50 000 bevándorlási vízum megszerzését teszik lehetővé. A programot az 1990-ben módosított bevándorlási törvény hozta létre, és az amerikai külügyminisztérium szervezi és felügyeli. A program célja a bevándorlók diverzifikálása, változatossá tétele. A programban minden olyan ország állampolgára részt vehet, amelyből az elmúlt öt év folyamán nem haladta meg az 50 ezer főt a bevándorlók száma. Az első regisztrációs időszak (DV-1) 1993-ban nyílt meg, és az első sorsolás 1994-ben zajlott le. A DV-2005-ös jelentkezési időszaktól kezdve a korábbi papír alapú jelentkezést leváltotta egy teljesen elektronikus, online rendszer. A rendelkezésre álló 50 000 vízumot hat régió között osztják el, de egy ország jelentkezői sem kaphatják meg a vízumok több mint 7%-át.
A sorsolásra az jelentkezhet, aki rendelkezik legalább felsőfokú tanulmányok folytatására jogosító végzettséggel (Magyarország esetében érettségivel), vagy képesítése van bizonyos hiányszakmában és rendelkezik legalább két év szakmai tapasztalattal.
Bár a programot létrehozó törvénymódosítást kétpárti konszenzussal hozta meg az amerikai törvényhozás, az ezredforduló után egyre több kritika érte a rendszert, és számos kísérlet történt a törvényhozásban a program megszüntetésére. Legutóbb egy 2017-es New York-i terrorcselekmény után merült fel elnöki szinten a program reformja, szigorítása vagy teljes megszüntetése, miután kiderült, hogy a terrorcselekmény üzbég elkövetője a vízumlottón keresztül jutott letelepedési engedélyhez.
A statisztikák alapján a DV-2014-es sorsolásra világszerte közel 9,4 millióan regisztráltak, akik további 5,2 millió közvetlen hozzátartozó adatait adták meg. A legtöbb regisztráció Nigériából érkezett, közel 1,7 millió. Magyarországról ugyanebben az időszakban 10 973 regisztráció érkezett (és további 10 022 hozzátartozó). A magyar jelentkezők közül 363 személyt sorsoltak ki. Végül 103 magyar jutott ezen a jogcímen tartózkodási engedélyhez.
A sorsoláson kiválasztott jelentkezők csak arra szereznek jogosultságot, hogy ezen a jogcímen bevándorlási engedélyhez folyamodjanak. A kiválasztás önmagában nem garancia arra, hogy megadják számára a bevándorló vízumot. A vízum megszerzéséhez a szükséges dokumentumokon kívül megfelelő anyagi fedezettel is rendelkezni kell, így bizonyítva, hogy a kérelmezők nem lesznek közterhek az Egyesült Államokban. Mivel nem minden kisorsolt nyújt be végül vízumkérelmet, vagy a vízumkérelmi eljárás során kiderül, hogy nem felel meg a feltételeknek, így minden sorsoláson a kiosztható vízumok számánál jóval több jelöltet választanak ki (kb. 2,5-szeresét), így biztosítva, hogy minden vízum kiosztásra kerüljön. Ezen kívül hiába rendelkezik egy adott személy megfelelő vízummal, az amerikai határőrség bármikor megtagadhatja az országba történő belépést.
A kiválasztott jelentkező számára kiadott vízum maximum hat hónapig érvényes. Ennyi idő áll rendelkezésre, hogy a kérelmező belépjen az Egyesült Államok területére. A belépés után készítik el az állandó tartózkodást és a munkavállalási engedélyt igazoló úgynevezett zöldkártyát, amit postai úton kézbesítenek.
A vízumkérelmi eljárás díja személyenként 330 dollár, ami nem visszatérítendő, tehát elutasított kérelem esetén sem jár vissza. A vízum kiadása után a beutazást megelőzően szintén személyenként fizetendő további 220 dollár.